# Calvignac
Calvignac település Franciaországban, Lot megyében. Lakosainak száma 241 fő (2022. január 1.). Calvignac Cajarc, Cénevières, Larnagol, Limogne-en-Quercy, Saint-Jean-de-Laur és Saint-Martin-Labouval községekkel határos.

## Népesség
A település népességének változása:
| Lakosok száma | 229  | 203  | 194  | 188  | 211  | 209  | 207  | 202  | 215  | 241  |
|               | 1968 | 1982 | 1990 | 2006 | 2013 | 2015 | 2017 | 2019 | 2020 | 2022 |